# Secondo trimestre di gravidanza
Il secondo trimestre della gravidanza umana comprende le settimane dalla 13ª alla 24ª.
Gli organi generati nel primo trimestre si sviluppano assieme ai sensi dell'udito, del tatto e del gusto; i movimenti del bimbo iniziano ad essere percepibili anche dalla madre ed è possibile determinarne il sesso.

## Quarto mese

### 13ª settimana

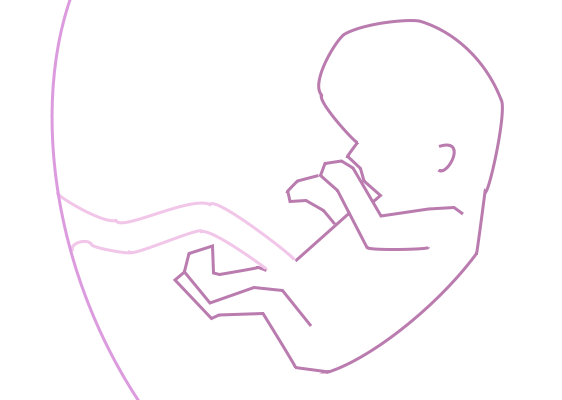
Tredicesima settimana, inizio del secondo trimestre

Da 12 settimane a 12 settimane e 6 giorni
Il sesso del feto è ormai ben determinato dato che le gonadi hanno terminato il loro sviluppo e nelle ovaie delle bambine vi sono due milioni di ovuli.
Nel bambino si sviluppano le papille gustative; il liquido amniotico inizia ad assumere il gusto di ciò che la madre sta mangiando. Si formano i peli che andranno a formare ciglia e sopracciglia.
Lunghezza del feto: 5,4 cm (gamberetto medio)

#### Sintomi nella madre
L'utero, crescendo, inizia a premere sulla vescica e può far percepire dolore alla madre anche se le nausee e la stanchezza non si presentano più. Nel 25% delle donne si può manifestare un'incompetenza della cervice, ovvero rimane una sua apertura superiore a 2,5 cm; questo potrebbe portare ad una nascita prematura del feto.

### 14ª settimana

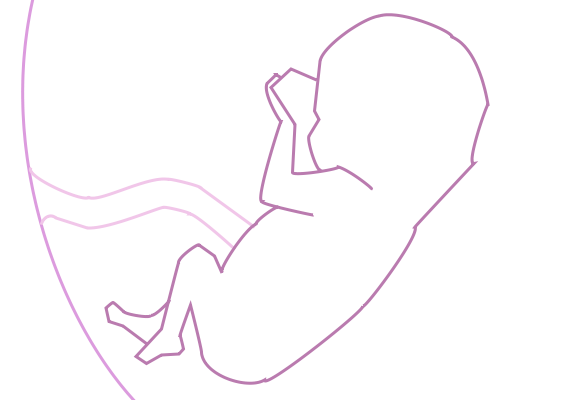
Quattordicesima settimana

Da 13 settimane a 13 settimane e 6 giorni

#### Sviluppo del feto
Nel caso di una femmina, le ovaie iniziano a spostarsi verso l'interno del bacino. Nel maschio inizia a svilupparsi la prostata. In questa settimana il cervello ha il controllo dei muscoli facciali, cosa che permette al feto di fare smorfie e sviluppare i muscoli che serviranno alla suzione. Il cuore, completamente formato, batte con una velocità doppia rispetto al cuore della madre.
Lunghezza del feto: 6,1 cm (limone)

#### Sintomi nella madre
Già a questa settimana il seno della madre può produrre il colostro, il primo alimento del neonato dopo la nascita. La madre può percepire delle contrazioni; nel caso in cui queste siano regolari e con un'intensità sempre maggiore possono determinare un aborto.

### 15ª settimana

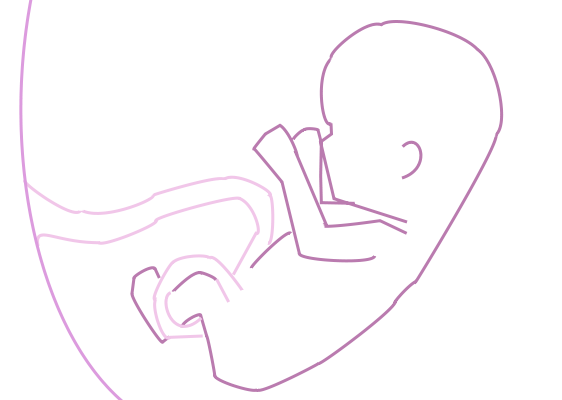
Quindicesima settimana

Da 14 settimane a 14 settimane e 6 giorni

#### Sviluppo del feto
Il lanugo, una sottile peluria, inizia a ricoprire il corpo del feto. Le gambe si allungano maggiormente rispetto alle braccia; sotto al sottile strato dell'epidermide è ancora possibile vedere i vasi sanguigni. Nell'orecchio l'incudine, la staffa ed il martello si sviluppano permettendo al feto di percepire i rumori portati tramite il liquido amniotico sebbene nel cervello la zona dedicata non sia ancora sufficientemente sviluppata.
Lunghezza del feto: 7,4 cm (mela)

#### Sintomi nella madre
Finora la madre ha guadagnato 2–3 kg e può sentire la punta dell'utero un paio di centimetri sotto l'ombelico. Nel caso di una seconda gravidanza o di una gravidanza multipla la pancia sarà già ben visibile.

### 16ª settimana

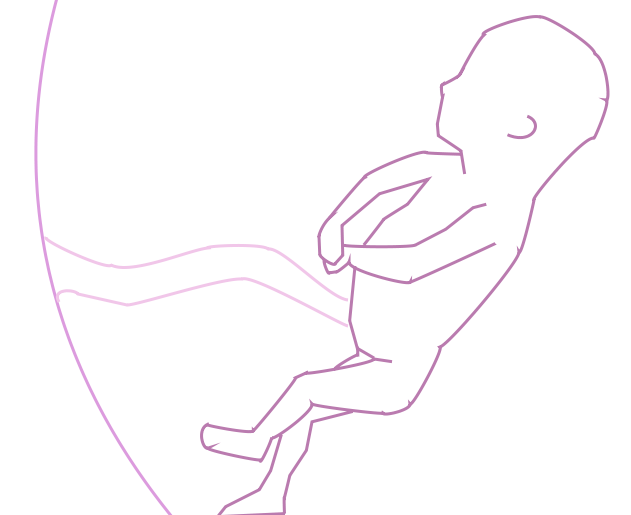
Sedicesima settimana

Da 15 settimane a 15 settimane e 6 giorni

#### Sviluppo del feto
Il riflesso di suzione è più marcato ed il feto è in grado di interrompere l'inghiottimento di liquido amniotico nel caso in cui questo diventi amaro. Gli occhi sono in grado di individuare le sorgenti di luci ed i riflessi lo porteranno a coprirsi il viso nel caso in cui vi sia una luce molto forte diretta verso di lui.
Il cordone ombelicale è completo e le due vene e l'arteria vengono protette dalla gelatina di Wharton. L'intestino inizia la produzione del meconio.
Lunghezza del feto: 8,7 cm (avocado)

#### Sintomi nella madre
Una madre non primipara può iniziare a sentire i movimenti del feto, definiti quickening, che vengono percepiti come delle palpitazioni. L'utero di circa 16 cm pesa sul bacino e questo rinforza i legamenti rotondi che lo sosterranno per il resto della crescita.

## Quinto mese

### 17ª settimana

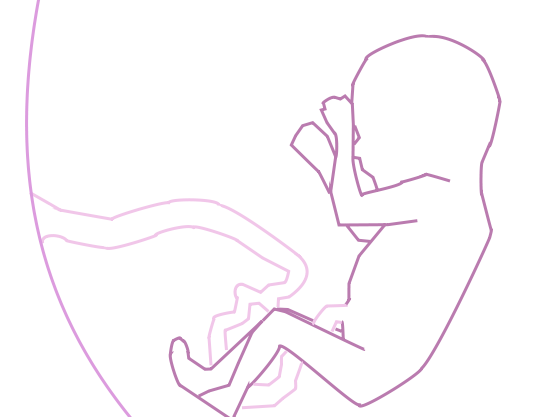
Diciassettesima settimana

Da 16 settimane a 16 settimane e 6 giorni

#### Sviluppo del feto
Il feto pesa circa 150g e le orecchie raggiungono la loro posizione terminale. Nel cervello il senso dell'udito continua a svilupparsi permettendo al bimbo di distinguere i suoni che lo circondano. Gli occhi raggiungono la loro posizione definitiva nel viso ed il midollo spinale sviluppa la protezione di mielina. Inizia a svilupparsi anche il tessuto adiposo, che aiuta nella termoregolazione.
Lunghezza del feto: 10,1 cm (rapa)

#### Sintomi nella madre
La madre potrà sentire un dolore cronico al nervo sciatico a causa della pressione dell'utero. Se nelle settimane precedenti non sopportava l'odore di alcuni alimenti, ora questo fastidio dovrebbe svanire.

### 18ª settimana

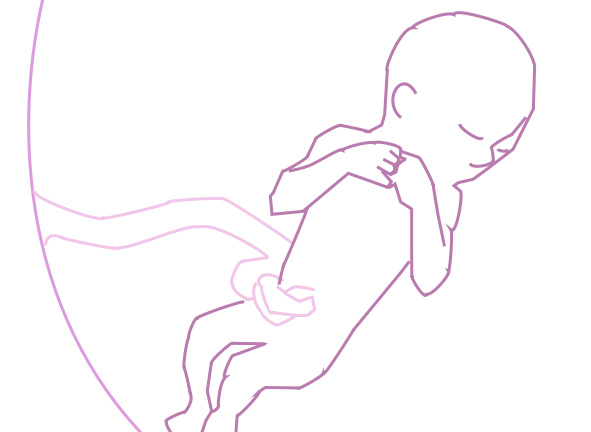
Diciottesima settimana

Da 17 settimane a 17 settimane e 6 giorni

#### Sviluppo del feto
Le ghiandole digestive iniziano il loro sviluppo e l'utero, accompagnato dalle tube di Falloppio, raggiunge la sua posizione nei feti femminili. Con lo sviluppo maggiore dell'udito, il bimbo potrebbe impuntarsi nel caso in cui vi siano rumori troppo forti, ma allo stesso tempo si abituerà ai suoni ordinari della madre (battito del cuore, gorgoglii dello stomaco) e dell'ambiente che lo circonda.
Nel caso in cui vi sia una gravidanza gemellare, i feti possono percepirsi anche senza potersi effettivamente vedere dato che le palpebre sono ancora sigillate.
Lunghezza del feto: 11,6 cm (peperone)

#### Sintomi nella madre
L'utero ha raggiunto le dimensioni di un melone e la madre ha guadagnato tra i due ed i quattro chilogrammi. I movimenti del feto sono ormai percepibili anche dalle primipare. In questa settimana la pressione potrebbe cominciare a calare e la madre potrebbe percepire dei dolori ai muscoli addominali a causa della relaxina.

### 19ª settimana

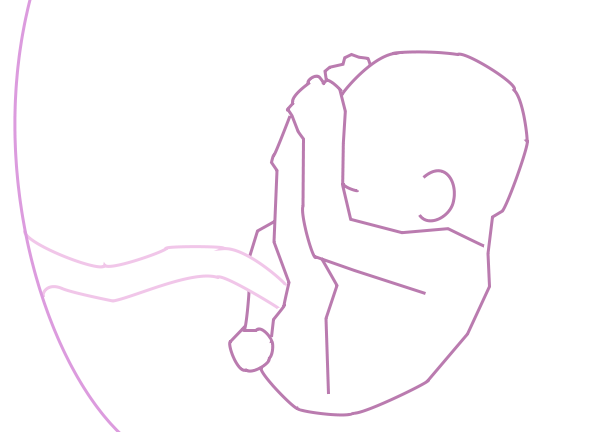
Diciannovesima settimana

Da 18 settimane a 18 settimane e 6 giorni

#### Sviluppo del feto
Le gemme dentarie che avevano iniziato a formarsi nel primo trimestre ora si sviluppano in denti all'interno delle gengive e lo sviluppo delle gambe fa sì che si cambi metodo di misurazione della lunghezza: prima era cranio-coccigea, ora viene misurata dal cranio al piede. La crescita del feto fa sì che i movimenti siano percepiti maggiormente rispetto a prima; il feto dorme 20 ore durante la giornata, ma si muove prevalentemente quando la madre si distende.
Sulla pelle del feto si forma uno strato di una sostanza grassa che viene detta vernice caseosa, necessaria per proteggerlo dal liquido amniotico.
Le ovaie ora presentano 6 milioni di ovuli.
Lunghezza del feto: 13 cm (pomodoro)

#### Sintomi nella madre
La madre può soffrire di anemia in quanto il ferro viene sottratto dal feto per la creazione di nuovi globuli rossi e l'aumento della creazione di questi anche nella madre può portare a sentire vampate di calore. Vi possono essere, inoltre, fenomeni di ipotensione a causa dell'utero che preme sull'aorta e sulla vena cava.
In questa settimana, solitamente, viene fatta la seconda ecografia, detta morfologica, dove è possibile scoprire il sesso con un'ottima approssimazione.

### 20ª settimana

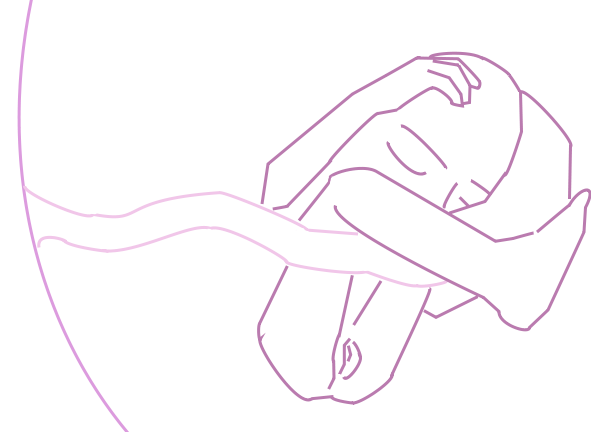
Ventesima settimana

Da 19 settimane a 19 settimane e 6 giorni

#### Sviluppo del feto
La pelle è completamente protetta dalla vernice caseosa e al di sotto di questa lo strato adiposo sta continuando a svilupparsi. La maggior parte degli organi sono pronti, ma i polmoni non sono ancora in grado di sostenere la vita extra-uterina e nelle femmine l'utero inizia ad evolversi.
Lunghezza del feto: 22 cm (banana)

#### Sintomi nella madre
Le dimensioni del bambino possono causare alla futura madre problemi nella respirazione, la necessità di urinare spesso e problemi al sistema digestivo. Rispetto alla prima settimana, l'utero è tre volte più grande e ha raggiunto il livello dell'ombelico.

## Sesto mese

### 21ª settimana

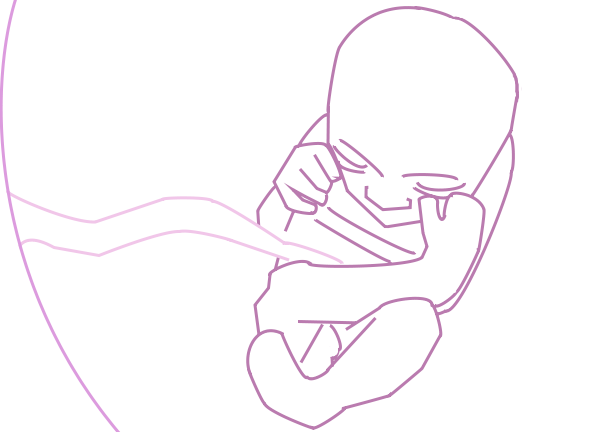
Ventunesima settimana

Da 20 settimane a 20 settimane e 6 giorni

#### Sviluppo del feto
Ormai si è giunti a metà gravidanza. Le unghie e le impronte digitali del feto si sono formati. Inghiottendo il liquido amniotico per sviluppare il sistema digerente, il feto può avere il singhiozzo. Il midollo osseo, nel contempo, inizia a prendere il posto di milza e fegato nella produzione di eritrociti e leucociti.
Lunghezza del feto: 24,5 cm (carota)

#### Sintomi nella madre
Iniziano i crampi, i dolori alle gambe ed un aumento dell'appetito. La ritenzione idrica potrebbe produrre gonfiore a gambe e piedi. Il centro di gravità si sposta, costringendo la madre a bilanciare il peso e la posizione per sorreggere la pancia.

### 22ª settimana

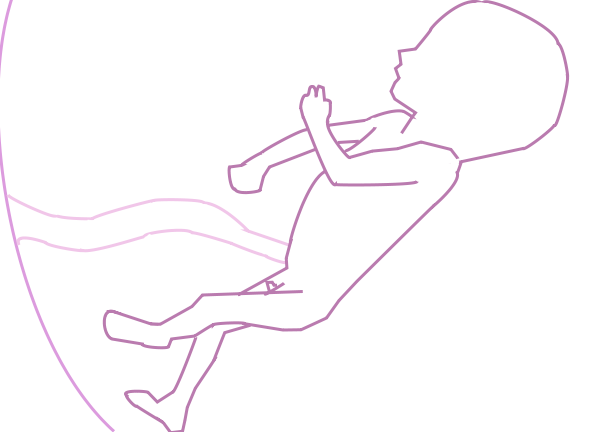
Ventiduesima settimana

Da 21 settimane a 21 settimane e 6 giorni

#### Sviluppo del feto
Il cervello del feto, liscio finora, inizia a sviluppare le circonvoluzioni assieme alla maturazione del sistema nervoso. I sensi si sviluppano, incluso il senso del tatto, ed il bambino esplora il proprio corpo. Per quanto gli occhi siano sigillati, il feto è in grado di distinguere le luci dalle ombre e le iridi non sono ancora pigmentate.
Lunghezza del feto: 25,6 cm (zucca)

#### Sintomi nella madre
Il seno della madre si ingrandisce e l'ombelico inizia a sporgere verso l'esterno. A causa della relaxina si potrebbero verificare anche l'aumento del numero del piede, la perdita di capelli e il calo del desiderio sessuale.

### 23ª settimana

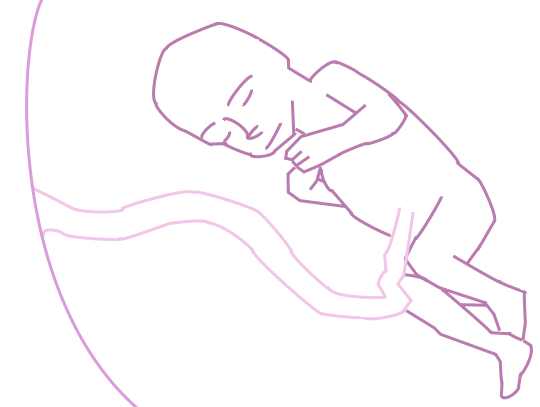
Ventitreesima settimana

Da 22 settimane a 22 settimane e 6 giorni

#### Sviluppo del feto
Questa è la settimana minima alla quale si può far nascere un bambino, con un tasso di sopravvivenza tra il 10 e il 50% (ma il 20-30% dei nati tra questa e la 25ª settimana avrà danni neurologici)
Il bimbo assomiglia ad un neonato in miniatura ed il suo pancreas inizia a produrre l'insulina. La pelle cresce ad una velocità maggiore rispetto allo strato adiposo sottostante e gli dona un aspetto rugoso.
Lunghezza del feto: 26,5 cm (mango)

#### Sintomi nella madre
L'utero ha superato l'ombelico di almeno 4 cm e il peso dovrebbe aumentare di circa mezzo kg a settimana. Tra i fastidi che accompagnano questo periodo ci possono essere il sanguinamento gengivale o le contrazioni di Braxton Hicks, preparatorie al momento del parto.

### 24ª settimana

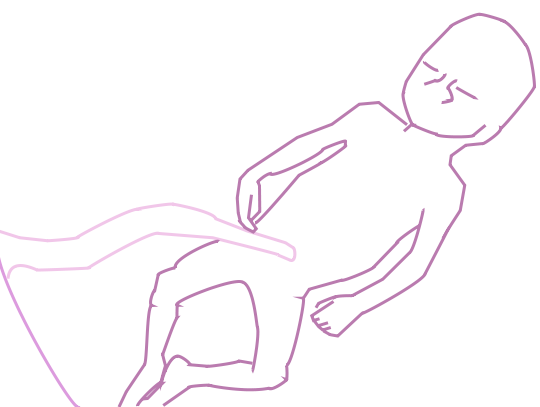
Ventiquattresima settimana

Da 23 settimane a 23 settimane e 6 giorni

#### Sviluppo del feto
Lo sviluppo dell'orecchio e dell'equilibrio è quasi terminato ed il feto è in grado di percepire il proprio orientamento nello spazio. Nei polmoni le cellule stanno iniziando a produrre il surfattante polmonare che sarà necessario ad aprire gli alveoli durante la respirazione; la barriera tra gli alveoli ed i capillari si fa meno spessa per permettere un migliore scambio tra ossigeno e anidride carbonica.
Lunghezza del feto: 27,8 cm (pannocchia di mais)

#### Sintomi nella madre
La pancia ed i seni si stirano notevolmente, causando smagliature. Presso i seni possono svilupparsi i turbercoli di Montgomery, che secernono una sostanza oleosa per nutrire i capezzoli, ormai notevolmente scuriti.

## Fonti
- Sito: "Settimane di gravidanza" http://www.settimanedigravidanza.com/
- Sito: "Gravidanza 360°" http://gravidanza360.net/